# Salvator Sotiri
Salvator Sotiri (Durazzo, 9 gennaio 1935 – 2 novembre 2018) è stato un cestista albanese.

## Carriera
Con l'Albania ha disputato i Campionati europei del 1957.